# Омега (самолёт)
Омега — советский легкомоторный самолёт конструкции лётчика и инженера А. Н. Грацианского, впоследствии удостоенного звания Герой Советского Союза.

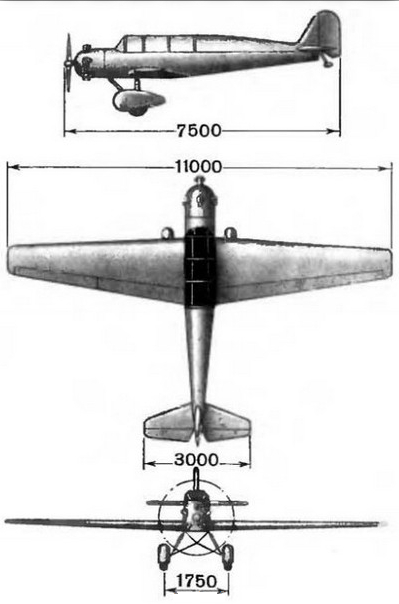

## История
Проект «Ленинская искра» занял первое место в конкурсе проектов самолётов для обучения и тренировок, проведённом Центральным советом Осоавиахима. По этому проекту на Харьковском авиазаводе был изготовлен самолёт, получивший название «Омега».
Первые полёты были выполнены в 1933 году лётчиком-испытателем Б. Н. Кудриным. Самолёт оказался прост в управлении и эксплуатации, допускал выполнение фигур высшего пилотажа. Однако установленный на машине опытный двигатель НАМИ-65 в серию не пошел и самолёт остался в единственном экземпляре. После испытаний «Омегу» передали в Всеукраинскую школу лётчиков находившуюся в Полтаве, где использовали для подготовки пилотов. В 1941 году самолёт был потерян в результате бомбардировки.

## Конструкция
«Омега» — свободнонесущий моноплан. Крыло деревянное со щелевыми элеронами-закрылками. Обшивка фанерная. Фюзеляж имеет сварной каркас из стальных труб. Управление двойное.

## ЛТХ
Технические характеристики
- Экипаж: 2
- Длина: 7,5 м
- Размах крыла: 11 м
- Высота: 2,8 м
- Площадь крыла: 13,4 м²
- Масса пустого: 500 кг
- Максимальная взлётная масса: 760 кг
- Силовая установка: 1 × ПД Walter
- Мощность двигателей: 1 × 60 л. с.

Лётные характеристики
- Максимальная скорость: 170 км/ч
- Крейсерская скорость: 145 км/ч
- Практическая дальность: 1000 км
- Практический потолок: 4500 м